# Rhamphomyia beckeriella
Rhamphomyia beckeriella är en tvåvingeart som beskrevs av Chvala 1985. Rhamphomyia beckeriella ingår i släktet Rhamphomyia och familjen dansflugor. Inga underarter finns listade i Catalogue of Life.